# Nagao Masakage
Nagao Masakage est un nom japonais traditionnel ; le nom de famille (ou le nom d'école), Nagao, précède donc le prénom (ou le nom d'artiste).
Nagao Masakage (長尾 政景, 1526-11 août 1564) est le chef du clan Nagao d'Ueda après la période Sengoku du Japon au XVIe siècle. Masakage est beau-frère du fameux Uesugi Kenshin, le « dragon d'Echigo », et le père d'Uesugi Kagekatsu.
Bien que Masakage soit beau-frère de Kenshin, il se range néanmoins du côté de Nagao Harukage lors d'une bataille que celui-ci mena contre son frère Kenshin. Masakage devient plus tard obligé de Kenshin mais on ne sait pas s'il est assassiné sur ses ordres.

## Source de la traduction
- (en) Cet article est partiellement ou en totalité issu de l’article de Wikipédia en anglais intitulé « Nagao Masakage » (voir la liste des auteurs).